# Les Côtelettes (pièce de théâtre)
Pour les articles homonymes, voir Les Côtelettes.
Les Côtelettes est une pièce de théâtre de Bertrand Blier créée en septembre 1997. C'est sa première pièce en tant qu'auteur.
La pièce a été adaptée au cinéma sous le même titre: Les Côtelettes en 2003.
Lors de la première au théâtre de la Porte-Saint-Martin, la mise en scène était de Bernard Murat, les rôles principaux étaient tenus par Michel Bouquet et Philippe Noiret.

## Distribution
Distribution à la création :
- Léonce : Philippe Noiret
- Le Vieux : Michel Bouquet
- La Mort : Micha Bayard
- Le maghrébin : Moussa Maaskri
- Farida : Farida Rahouadj
- Bénédicte : Claudine Coster
- Agathe : Isabelle Alexis
- Xavier : Dimitri Rougeul
- Le prêtre : Michel Pilorgé

## Récompenses
- Michel Bouquet a reçu le Molière du comédien
- La pièce a été nommée Molière de la meilleure pièce de création